# Cheilopora
Cheilopora is een geslacht van mosdiertjes uit de familie van de Cheiloporinidae. De wetenschappelijke naam van het geslacht is voor het eerst geldig gepubliceerd in 1909 door de Deense zoöloog Georg Marius Reinald Levinsen.

## Soorten
De volgende soorten zijn bij het geslacht ingedeeld:
- Cheilopora elfa Kuklinski, Grischenko & Jewett, 2015
- Cheilopora grandis Canu & Bassler, 1929
- Cheilopora inermis (Busk, 1860)
- Cheilopora peristomata Kuklinski, Grischenko & Jewett, 2015
- Cheilopora praelonga (Hincks, 1884)
- Cheilopora praelucida (Hincks, 1888)
- Cheilopora sincera (Smitt, 1867)